# Винтер, Мик
Майкл Винтер (англ. Mick Vinter; 23 мая 1954, Бостон, Линкольншир — 20 января 2020, Ноттингем, Восточный Мидленд) — английский футболист, играл на позиции нападающего.

## Биография
Винтер являлся воспитанником «Бостон Юнайтед». В августе 1971 года он подписал контракт с «Ноттс Каунти», который стал его первым профессиональным клубом. Он дебютировал в первом туре сезона 1972/73 в матче со «Шрусбери Таун», который завершился безголевой ничьей. В течение своих первых четырёх сезонов он сыграл в общей сложности 50 матчей. Затем, в сезоне 1976/77 он стал чаще выходить на поле и забил 12 голов в 36 матчах. Следующий сезон 1977/78 стал для него ещё лучшим, он забил 19 голов в 39 матчах. Между концом марта и началом апреля он забивал в шести матчах лиги подряд, включая единственный гол в дерби против «Мансфилд Таун». Из этих шести матчей «Ноттс» проиграл только один раз, «Брайтон энд Хоув Альбион». В кубке Англии он также забил четыре гола, и за свои выступления по результатам голосования болельщиков Винтер получил премию «Игрок года» (1978). В следующем сезоне Винтер был не таким результативным, тем не менее стал лучшим бомбардиром клуба с 12 голами в 41 игре, в том числе оформил хет-трик в домашней игре с «Шеффилд Юнайтед» (4:1).
Летом 1979 года он покинул «Ноттс», когда «Рексем» предложил трансфер за 150000 фунтов стерлингов. В сезоне 1979/80 клуб выступал в Кубке обладателей кубков, куда квалифицировался через кубок Уэльса. Винтер вышел на поле в ответном матче первого круга против «Магдебурга» и отметился голом. Однако в итоге игра перешла в овертайм, где клуб из ГДР выиграл 5:2.
После «Рексема» он перешёл в «Оксфорд Юнайтед», Винтер помог клубу выиграть третий дивизион Футбольной лиги в 1984 году. Затем он играл за «Мансфилд Таун» и «Ньюпорт Каунти». Также провёл несколько сезонов за клубы низших лиг.
Майкл Винтер умер в больнице 20 января 2020 года после продолжительной болезни.